# Jett Pangan
Pangan Jett (21 de junio de 1968, Manila), es un cantante de pinoy rock y guitarrista filipino. Fue parte integrante de la agrupación La Aurora en 1986 y después formaría parte del Grupo Jett Pangan.

## The Dawn o El Alba y el Grupo Jett Pangan
Pangan ya cantaba anteriormente y evidentmente demnostró su talento en su escuela, donde cursó la primaria y la secundaria, en los años que permaneció en el San Beda College. Mientras asistiá a La Universidad De La Salle-Manila, se acercó a una audición para una banda que más tarde su nombre fuera incluido en la historia musical de Filipinas. Cuando la agrupación El Alba se disolvió en 1995, Jett pasó a trabajar como director ejecutivo de la compañía en la grabación y más tarde fue persuadido para promocionar un disco en solitario titulado, "Escribir". No mucho tiempo después, el Grupo Jett Pangan, banda que se formó con éxito y lanzado dos álbumes discográficos. El Alba, más tarde, fue celebrada en una reunión que fue agotado en un ULTRA concierto, en el estadio de baloncesto en 1997, un evento que no ha demostrado ser la chispa que podría encender una nueva agrupación. Sin embargo, en 1999, los miembros de la banda fueron unánimes en la adopción de El Amanecer, en otra generación.

## Proyectos del cantante
En medio de una gran gira y tiempo de grabación, Jett se encontraba para actuar en un teatro para un repertorio musical, otro campo que le ganó la aclamación de la crítica musical.